# COLO 201
COLO 201 (亦稱ATCC CCL-224) 是對癌胚抗原及結腸抗原呈陰性、角蛋白和波形纖維蛋白呈弱陽性的人類結腸癌細胞系，呈成纖維細胞樣，最初於1957年分離自一名70歲的白人男性結腸癌患者的腹水，該患者已接受5-氟尿嘧啶治療數週。有研究指出COLO 201的標記染色體與COLO 205相同，並且發現在COLO 201及COLO 205細胞中出現的等臂染色體5在COLO 206細胞中不存在。目前應用於細胞毒性測定和免疫球蛋白表徵的免疫學研究。

## 外部連結
- Cellosaurus entry for COLO 201（页面存档备份，存于）